# Ordine professionale

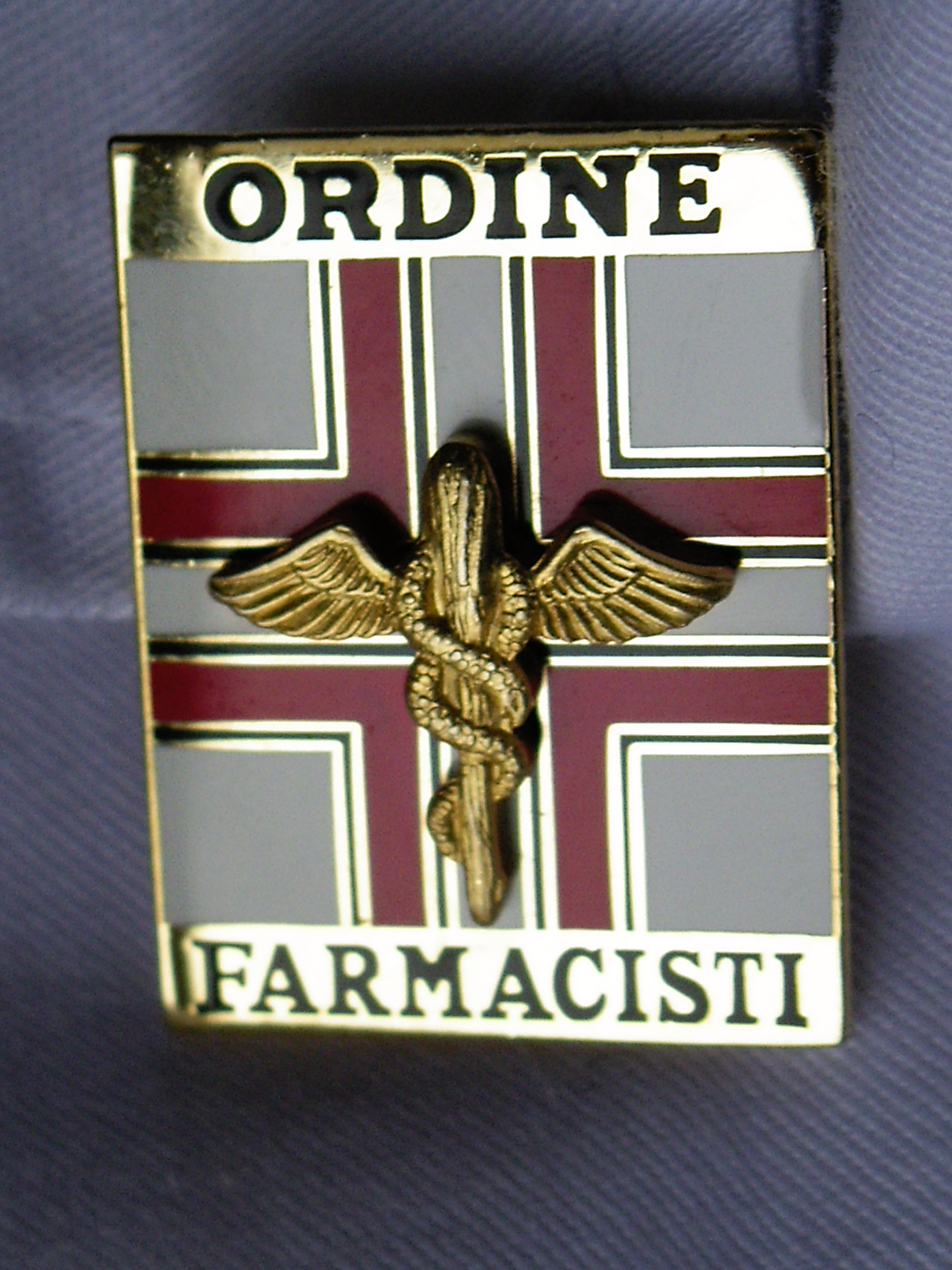
Spilla dell'ordine dei farmacisti col caduceo

Per ordine professionale si intende una istituzione di autogoverno di una libera professione. I soggetti che ne fanno parte devono generalmente essere iscritti in un apposito ordine o collegio, detto albo professionale, che esercita il controllo e la sorveglianza sugli iscritti, anche con funzioni disciplinari, mediante consiglio di disciplina per la maggior parte delle professioni.
In Italia sono enti pubblici non economici autonomi, che per legge soggiacciono alla vigilanza del Ministero della Salute per le professioni sanitarie, invece per le professioni delle aree giuridiche, tecniche ed economiche la vigilanza spetta al Ministero della Giustizia.

## Storia

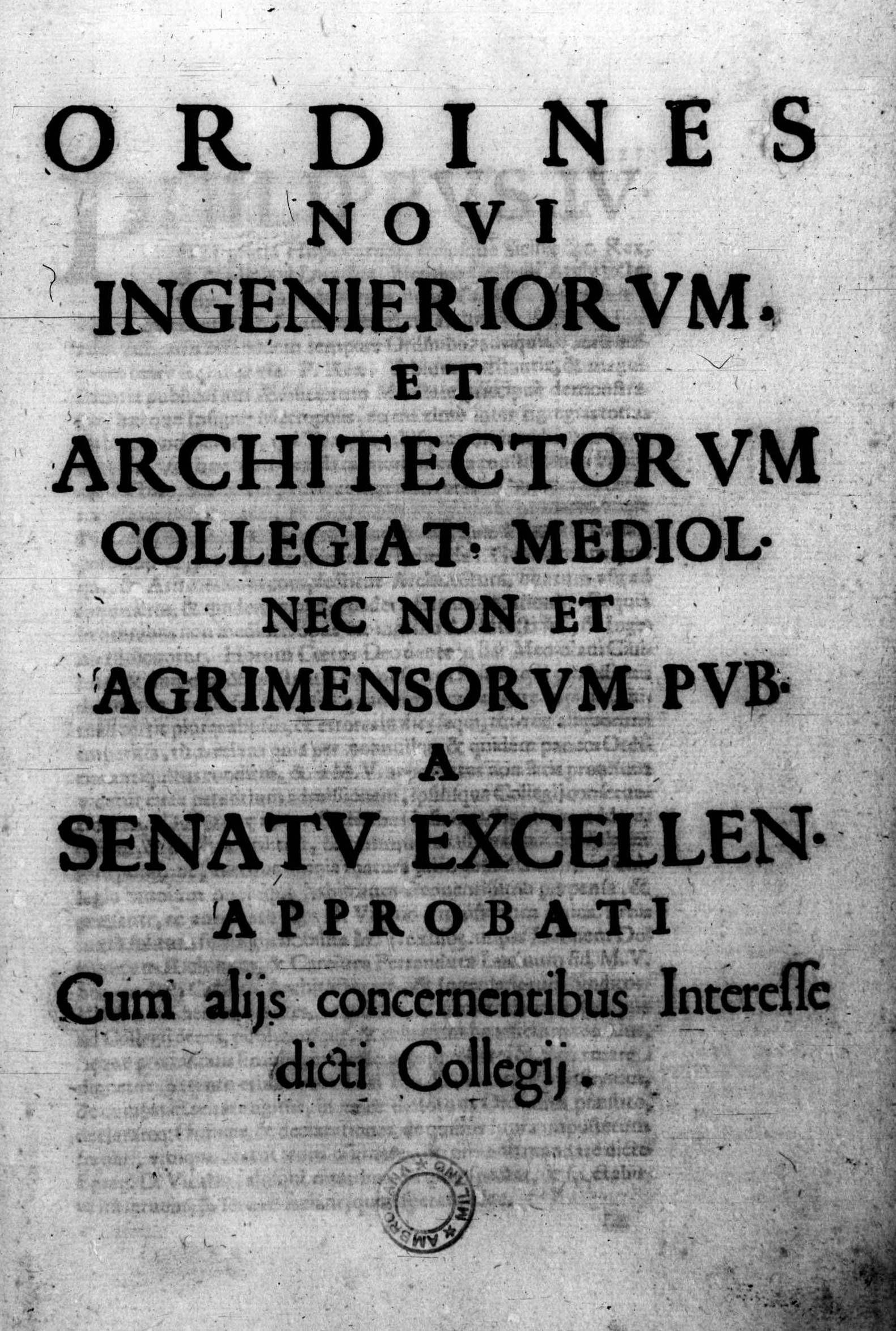
Statuti del collegio degli ingegneri, architetti e agrimensori di Milano (Ordines novi ingenieriorum et architectorum collegiati Mediolani nec non et agrimensorum), 1703

Gli ordini professionali hanno origine storica nelle corporazioni delle arti e mestieri. Nelle società moderne essi sono presenti quali istituzioni di tutela degli utenti e cittadini e nell'Europa continentale hanno natura pubblica. Nel modo anglosassone, invece, si sono costituiti in associazioni di professionisti di tipo sindacale non previste dalla legge, l'iscrizione ai quali è di solito volontaria.
Ordini professionali simili a quelli italiani sono presenti in Francia, Germania, Spagna, Paesi Bassi, Belgio, anche se in numero notevolmente minore (vale a dire che numerose attività per cui in Italia è obbligatoria l'iscrizione a uno dei 31 albi professionali, previo superamento di un esame di stato, il possesso di specifici titoli di studio, il giuramento di osservanza di una deontologia, la vigilanza sul rispetto del decoro della professione, ecc. sono viceversa del tutto libere nel resto dell'Unione europea, con differenziazioni da stato a stato per singole attività).

## Utilizzo dell'espressione
La denominazione di ordine professionale viene di solito usata in relazione a quelle professioni per le quali è richiesto un titolo di studio di livello non inferiore alla laurea, oltre al superamento del relativo esame di abilitazione.
Generalmente gli albi professionali per cui è richiesta almeno la laurea, ovvero gli ordini professionali propriamente detti, suddividono il proprio albo in due sezioni: la sezione A, per i possessori di laurea magistrale e la sezione B per i possessori di laurea. Ognuna delle due sezioni abilita all'esercizio di specifiche mansioni, dove generalmente la sezione A incorpora tutte le mansioni professionali contenute nella sezione B più altre invece generalmente riservate esclusivamente alla sezione A stessa.
Fanno eccezione alcuni Albi professionali, ovvero quello dei medici e odontoiatri, dei farmacisti, dei veterinari e degli avvocati, per i quali esiste invece un'unica sezione nell'albo. Ciò è dovuto al fatto che per esercitare queste professioni è necessaria l'acquisizione della Laurea Magistrale a Ciclo Unico, ovvero di quei corsi universitari non modificati nella durata e nelle suddivisioni in due livelli, ma rimasti in unico ciclo (5 o 6 anni) per ragioni storiche, tecniche e professionali.
Altra distinzione va fatta per l'Ordine degli Infermieri (Ordine delle Professioni Infermieristiche) e per l'Ordine dei Consulenti del Lavoro, per i quali esiste un'unica sezione sia per i diplomati sia per i laureati con corso triennale, non operando alcuna distinzione nelle mansioni oggetto della professione per possessori di solo diploma o di laurea triennale.
Invece per le professioni per le quali è sufficiente un diploma di scuola secondaria superiore, si usa di solito la denominazione di collegio professionale. Tale distinzione terminologica non è, comunque, seguita in modo rigoroso dal legislatore (ad esempio, l'Ordine dei giornalisti ha tale denominazione, nonostante non sia richiesta la laurea per l'esercizio della professione), mentre per i notai si parla di collegio notarile, nonostante sia prescritta da sempre la laurea in giurisprudenza (oggi laurea magistrale). Inoltre gli ex Collegi dei periti industriali, degli Agrotecnici, dei Periti Agrari e dei Geometri ad esempio includono nel proprio Albo professionale sia Diplomati che possessori di Laurea o Laurea Magistrale, sono stati infatti rinominati: Ordine dei Periti Industriali e Periti Industriali Laureati; Collegio degli Agrotecnici e degli Agrotecnici laureati; Collegio dei Periti Agrari e Periti Agrari laureati; Collegio dei Geometri e Geometri laureati pur non operando alcuna distinzione in sezioni e nelle mansioni oggetto della professione per possessori di solo diploma o di laurea.

## Compiti
La funzione di autogoverno di un ordine si esprime in adempimenti quali:
- il governo deontologico della professione riguardo a comportamenti censurabili del professionista che non rientrano nella legge ordinaria, nei quali casi possono essere disposte sanzioni proprie, o sussidiarie, come l'ammonimento, la sospensione e la radiazione;
- la tenuta e revisione dell'Albo degli iscritti;
- la tutela delle funzioni proprie della professione, attraverso la segnalazione di abusi alla magistratura, ai sensi dell'art. 348 c.p.;
- la partecipazione alle Commissioni di esame di Stato per l'abilitazione di un aspirante all'iscrizione;
- l'espressione di pareri su materie che riguardano la categoria nei confronti di Enti e Istituzioni pubbliche;
- gli atti di profilo amministrativo come il visto di congruità su fatture rilasciate dal professionista a clienti, e non pagate. La fattura diviene in tale circostanza un “titolo esecutivo” suscettibile di esazione anche coattiva.

I controlli (la richiesta delle conferme di conseguimento titoli alle università) è sempre stata necessaria e ultimamente è divenuta strumento indispensabile dopo la Riforma Bassanini sulla autocertificazione ai sensi del DPR n. 445/2000. Essa ha lo stesso valore legale dell'attestato cartaceo rilasciato dagli organi preposti (laurea e abilitazione, residenza, cert. casellario giudiziale, cert. carichi pendenti). Non è più obbligo dell'utente produrre tutta la documentazione rilasciata da altre pubbliche amministrazioni, se non su esplicita e motivata richiesta: perciò anche l'Ordine deve ammettere all'iscrizione chi dichiara di essere in possesso dei due titoli di studio. Una commissione di concorso pubblico (ne sono esenti le banche e gli altri organismi di natura privata) accettano le autocertificazioni dei candidati (laurea, abilitazione, iscrizione all'Ordine).
I manager/commissari non rispondono dell'assunzione/ammissione all'esame di un professionista abusivo e nemmeno delle conseguenze di quest'atto, ossia di eventuali danni a cose e terze persone. L'autocertificazione in linea di principio, ha pari valore di un certificato pubblico e non può essere discriminante nella decisione di assunzione rispetto a quanti producono direttamente la documentazione richiesta (copia della laurea e/o iscrizione all'ordine). Tuttavia, i sospetti e la decisione di assunzione del privato, non dovendo essere motivate, possono tenere conto di questo aspetto. L'accertamento del possesso dei requisiti e il controllo dell'autocertificazione sono una decisione riservata a manager di enti pubblici e aziende private. Il mancato possesso dei requisiti necessari comporta l'annullamento del contratto.
In Italia l'abusivo esercizio di una professione riservata per legge agli iscritti a un albo professionale costituisce reato che prevede fino a sei mesi di reclusione e una multa che va da 103 a 516 euro; spesso la sanzione è un multiplo dei costi del "caso lecito" per rendere sconveniente la violazione della legge.
Se il lavoratore (autonomo e con partita IVA) emette fattura per una prestazione effettuata, ma riservata a chi è iscritto a un determinato ordine professionale, la fattura è nulla.
La tenuta dei titoli e dei fascicoli degli iscritti è un compito assunto dagli Ordini così come la pubblicazione e la diffusione a richiesta dell'albo. Oggi ciò può esser fatto solo tenendo conto delle giuste restrizioni, dettate dalle leggi riguardanti il diritto alla riservatezza, per le quali è querelabile il personale che fornisca informazioni troppo personali degli iscritti. Possono essere comunicati lauree, specializzazioni, abilitazioni; per esempio non può essere più comunicata la residenza né alcun tipo di recapito o dato anagrafico non inerente alla carriera o la professione. Un altro importante compito è quello disciplinare. Ci si può attenere davvero solo alla sfera deontologica e non specificatamente professionale-lavorativa. Un limite per esempio è sempre stato quello riguardante la salute mentale e la condotta comportamentale degli iscritti. Si arriva al paradosso di non poter cancellare o sospendere un medico che presenti delle difficoltà relazionali gravi, poiché gli strumenti che si hanno in Italia non lo consentono, al fine di tutelarlo.

## Funzioni
Gli ordini professionali sono enti di diritto pubblico col compito precipuo di tutela dei cittadini riguardo a prestazioni professionali che, essendo di tipo intellettuale, non sono sempre valutabili secondo standard normativi rigorosi. Hanno il compito di garantire la qualità delle prestazioni erogate e la congruità degli onorari applicati. Gli iscritti devono sottoscrivere un codice deontologico e trovano nell'ordine un punto di riferimento per quanto riguarda le possibilità di formazione e aggiornamento. Per ottenere l'abilitazione professionale e potersi iscrivere agli ordini, i laureati devono superare l'Esame di Stato che, per alcune categorie, può essere affrontato solo dopo aver svolto un tirocinio professionale.
Gli ordini professionali hanno una struttura ben definita con legge, con un consiglio direttivo, un presidente, un segretario, un tesoriere (eletti fra gli iscritti) e appositi uffici. Hanno anche una propria cassa di previdenza.
Un ordine (o collegio) è costituito dai professionisti a esso appartenenti in quanto iscritti in un albo previsto dalla legge. L'esercizio di attività professionale il cui esercizio è sottoposto all'iscrizione configura il reato previsto dall'art. 348 c.p., ossia esercizio abusivo di una professione. Va però tenuto presente che esistono anche associazioni libere, che possono istituire "albi" in ambito puramente privato, la cui iscrizione non è obbligatoria per legge, ma libera. I termini "albo" o "ordine", in tal caso, sono usati in senso tecnico.
Spesso sono usati indiscriminatamente e in effetti possono essere usati in senso generico ma per esempio nel caso degli Ordini dei Medici, per Ordine Provinciale dei Medici Chirurghi e Odontoiatri di [...], si intende l'Ordine dei Medici che contiene in sé l'Albo degli Odontoiatri (con un presidente a sé ma sottoposto, in un certo senso, all'altro di più alta carica) e l'Albo dei Medici Chirurghi.
Il legislatore ha posto il concetto di albo alla base del concetto di ordine, perché non può esistere un ordine (o un collegio) senza albo, mentre può esistere un albo senza ordine, come nel caso dell'albo dei promotori finanziari, oltre alle "associazioni professionali" di recente (2013) istituzione per le professioni concernenti attività non riservate agli iscritti agli albi (o "ordini" o "collegi") regolamentati con legge.
Il professionista deve iscriversi nella sede dell'Ordine della provincia o della regione in cui ha la residenza; presso alcuni Ordini (visto che esiste, su alcuni punti, una certa autonomia decisionale) vige la regola che se il medico svolge in quella provincia, il maggior numero di ore lavorative settimanali, può chiedere di trasferire l'iscrizione all'ordine competente per territorio, tuttavia ciò non vale per la prima iscrizione, che va sempre fatta nell'ordine di residenza.
Senza questi dati certi, eventuali accertamenti sarebbero difficili e richiederebbero tempi lunghi.
Ciascun ordine rilascia agli iscritti una tessera personale con foto, valida come documento di riconoscimento

## L'albo professionale
È un registro in cui sono raccolti i nomi e i dati di tutte le persone abilitate a esercitare una professione regolamentata dalla legge. Le leggi statali generalmente impongono l'obbligo di iscrizione a uno specifico albo, per poter svolgere determinate attività, in particolare là dove entrano in gioco la salute e la sicurezza dei cittadini.
In Italia esistono numerosi diversi ordini e albi professionali, numero che non ha riscontro negli altri paesi, che nella maggior parte dei casi conoscono solo l'albo dei medici e quello degli avvocati (così, tra gli altri, Gran Bretagna, USA, Cina, India per citare solo i paesi più grandi del mondo e con le economie e le discipline scientifiche più sviluppate). Agli albi professionali si accede, solitamente, mediante il possesso di uno specifico titolo di studio, unito a un eventuale periodo di praticantato, al superamento di un apposito esame di stato e al possesso di determinati requisiti morali, come avere la fedina penale immacolata. In altri casi può essere sufficiente il solo superamento dell'esame di stato ovvero solo il possesso di un determinato titolo di studio.
Gli iscritti a un albo sono riconosciuti come professionisti che svolgono attività a elevato contenuto intellettuale e hanno l'obbligo di iscriversi ad apposite Casse previdenziali a vantaggi degli iscritti. L'iscrizione all'albo è fondamentale soprattutto per chi intende svolgere la libera professione, in quanto consente di firmare progetti, perizie, consulenze, certificazioni, ecc., la cui mancanza è punibile penalmente. Per talune Professioni Sanitarie come ad esempio gli Infermieri, la legge 1º febbraio 2006, n. 43 ha esplicitamente sancito l'obbligatorietà dell'iscrizione anche per coloro i quali svolgono l'attività professionale in regime di dipendenza, pubblica o privata. L'albo è rappresentato da un registro pubblico cartaceo nonché da una banca dati informatizzata dei propri iscritti, in genere accessibile anche su internet sui siti istituzionali degli ordini professionali. Chiunque può chiedere e visitare l'albo professionale per sincerarsi se il professionista sia iscritto.
L'albo di ciascun ordine può essere suddiviso in più elenchi (ad esempio quello dei giornalisti in quelli dei professionisti e dei pubblicisti).
La creazione o regolamentazione degli albi è competenza esclusiva del governo centrale, anche nelle materie di competenza concorrente di Stato e Regioni, restando nella competenza delle Regioni la disciplina di quegli aspetti che presentano uno specifico collegamento con la realtà regionale, come per esempio per l'attività di acconciatore (comunemente detto "parrucchiere" o "barbiere") ovvero di estetista, professioni che richiedono il conseguimento di diplomi rilasciati dalle province e una pratica professionale.
Una particolarità di denominazione degli albi professionali italiani era che gli albi professionali dei professionisti laureati si denominavano "ordini professionali" (ordine degli avvocati, ordine dei medici, ordine dei farmacisti, ordine degli ingegneri, ordine degli architetti, dottori agronomi, infermieri ecc.), mentre quelli dei professionisti regolamentati cui si accedeva con un diploma di scuola media superiore erano denominati "collegi professionali" (collegio dei geometri, collegio dei periti, ecc.), anche se la regola prevedeva delle eccezioni, esistendo il Collegio notarile (cui si accede con la laurea) e l'Ordine dei giornalisti (cui si poteva accedere anche senza laurea).
Il termine "ordine" si riferisce ovviamente alla regolamentazione od ordinamento della specifica professione ed è usato anche in altri ambiti (ordine cavalleresco, ordine religioso, ecc.), anche se in realtà gli ordinamenti delle professioni regolamentate sono molto simili tra loro, l'unica differenza essendo spesso la descrizione delle prestazioni professionali "protette", cioè eseguibili solo dagli iscritti a quello specifico ordine o albo. Una volta era uso, un po' enfaticamente, chiamare le libere professioni ordinistiche professioni liberali (per distinguerle da quelle esecutive).

### Pubblicità degli albi
Nell'interesse pubblico di quanti si rivolgono a liberi professionisti e contro l'esercizio abusivo delle professioni, la legge obbliga gli ordini professionali a pubblicizzare l'elenco degli iscritti e dei professionisti sospesi temporaneamente o radiati dall'albo. Tali provvedimenti sono soggetti a deposito e pertanto alla massima pubblicazione.
È lecita la pubblicazione degli iscritti e dei provvedimenti sanzionatori nelle riviste che l'ordine invia ai propri membri, così come la messa a disposizione degli elenchi cartacei nelle sedi territoriali a quanti ne presentino richiesta, la duplicazione degli elenchi e la divulgazione a terzi da parte dei soggetti che acquisiscono tali informazioni. Alcuni ordini professionali hanno reso disponibile l'archivio dei propri iscritti su Internet, e direttamente dal sito consentono una ricerca degli iscritti per cognome o per città. Un numero limitato di ordini offre questo servizio per l'albo nazionale (fra questi l'albo dei Chimici).

## Tirocinio
Il tirocinio è determinato da un monte-ore (o di crediti) al termine del quale lo studente è ammesso a sostenere l'esame. Il candidato sarà penalizzato (o respinto) se le competenze acquisite sono insufficienti; la bocciatura non costringe a ripetere un altro anno di tirocinio, ma soltanto l'esame, e garantisce inoltre il diritto a essere riesaminati da terzi.
Il tirocinio condotto durante gli studi universitari è regolamentato. Lo stage prevede un contratto di lavoro, che ha come requisito minimo una retribuzione, per quanto non elevata, e una durata massima, che impedisce di prolungarlo indefinitamente. Dopo la laurea, il praticante non è obbligato ad allegare all'attestato di frequenza copia di un regolare contratto di lavoro. I tirocinanti possono non essere retribuiti e il praticante non ha diritto a esigere uno scritto che attesti la frequenza prevista, o una busta paga.
Alla fine del praticantato, il professionista dovrebbe firmare ai tirocinanti un attestato di frequenza, che potrebbe rifiutare qualora li ritenga non idonei alla professione. Le equivalenze fra specializzazioni e titoli professionali sono una materia disciplinata da decreti ministeriali che sono una fonte del diritto prevalente sulle decisioni degli Ordini.

## Codice deontologico
Il codice deontologico è la normativa di riferimento del professionista cui si deve attenere per l'espletamento della sua professione. Le norme degli ordini professionali sono atti di soft-law che non entrano nel sistema delle fonti del diritto inteso come norma promanante dal potere politico e pertanto non sono circondate dalle garanzie procedimentali tipiche delle fonti in merito alla loro formazione ovvero non sono interessate dal circuito politico decisionale dello stato. Gli organismi degli ordini sono elettivi, ma rappresentano solo una parte della società civile (una categoria professionale) diversamente dagli altri enti pubblici citati prima.

## Funzioni disciplinari
Gli ordini professionali rivestono il compito di vigilare sul comportamento dei propri iscritti e verificare l'osservanza degli obblighi deontologici, nonché di irrogare le sanzioni disciplinari.
Il sistema disciplinare degli Ordini professionali è attualmente regolato dal decreto-legge 13 agosto 2011, n. 138 (convertito con legge 148/2011) e dal successivo DPR 7 agosto 2012 n. 137). Tuttavia, tale sistema non trova applicazione agli organi di giustizia disciplinare degli Ordini di cui al D.Lgs. 23 novembre 1944, n. 382 (oltre che agli Ordini degli Avvocati dei Notai e delle professioni sanitarie), per i quali continuano a operare le previgenti disposizioni (come riconosciuto dalla Corte di Cassazione a Sezioni Unite Civili, con sentenza 29 maggio 2014, n. 12064).
Gli ordini professionali delle professioni regolamentate sono dotati di Collegi territoriali di disciplina cui sono affidati i compiti di istruzione e decisione delle questioni disciplinari riguardanti gli iscritti all'albo. Avverso i provvedimenti dei Collegi territoriali di disciplina può essere proposto ricorso avanti a dei Consigli di disciplina nazionali, istituiti presso i Consigli nazionali dell'ordine. I membri di questi consigli e collegi disciplinari non possono far parte dei consigli dell'ordine territoriali che esercitano funzioni di amministrazione dei rispettivi ordini. Le decisioni dei Collegi territoriali di disciplina e dei Consigli di disciplina nazionali hanno natura amministrativa, pertanto contro le sanzioni da essi irrogate è sempre ammissibile la proposizione di un ricorso in via giurisdizionale.

## Tariffe professionali
Gli Ordini individuano una tariffa minima e massima per ogni prestazione, di cui ogni iscritto deve tener conto. Le tariffe sono spesso approvate con decreto ministeriale, come nel caso delle tariffe degli avvocati (DM 8 aprile 2004 n. 127). Raramente esse sono liberamente contrattabili tra il professionista e l'assistito. Qualora le tariffe non siano obbligatorie il minimo funge da mera indicazione, ed è uguale in tutta Italia. Queste indicazioni minime sono spesso utilizzate per garantire agli appartenenti alla categoria una base su cui contrattare. La tutela maggiore però era riservata ai cittadini utenti dei servizi, che tentati da costi illusori, potevano incappare in persone poco professionali. Il tariffario è stato a più riprese criticato come lesivo della libera concorrenza e del libero mercato. Per tale ragione la legge n. 248/2006, cosiddetto decreto Bersani - su ci si dirà meglio infra - lo ha abolito. Pertanto il valore legale delle tariffe massime e di quelle minime è solo orientativo.

## Critiche
Gli ordini professionali sono oggetto di critiche perché chi esercita è obbligato ad applicare tariffe non inferiori agli onorari minimi della categoria, pena la radiazione dall'albo. L'imposizione di un prezzo minimo al mercato rappresenta un limite alla libera concorrenza e la costituzione di un cartello (corporativismo). Un'ulteriore restrizione della concorrenza deriva dal fatto che le modalità d'accesso costituiscono una barriera all'ingresso che via via si è intensificata, con la conseguenza di contingentare l'accesso alle professioni e quindi diminuire l'offerta di servizi.
Per essere ammessi all'esame di Stato, per numerosi ordini professionali, il neolaureato deve seguire alcuni anni di tirocinio presso un professionista già abilitato. Gli ordini professionali non prevedono alcuna tariffa minima per i tirocinanti, se il loro contratto è formalizzato come rapporto di lavoro autonomo; la legge italiana non prevede una particolare tipologia contrattuale per i tirocinanti. Durante il praticantato potrebbe essere corrisposto un semplice rimborso spese o al limite nessuna retribuzione. Gli ordini professionali difendono gli interessi della categoria, talvolta a discapito degli utenti.
Una volta che il professionista è registrato all'albo, è obbligato a pagare per poter lavorare, pena l'espulsione dallo stesso e quindi l'impossibilità di esercitare la propria professione.
Spesso si verificano episodi di cartello (annullamento della concorrenza), e alcune volte episodi di mobbing verso utenti che denunciano il malcostume. Ad esempio, nei casi di "malasanità", l'Ordine dei Medici ha nel passato fatto quadrato attorno a personaggi molto discutibili, o espulso chi denunciava pratiche scorrette.

## La riforma delle professioni
La proposta di riforma del 22 dicembre 2005 del MIUR, discussa con gli Ordini di categoria, introduce un anno di praticantato obbligatorio gratuito per tutti, e l'obbligo della laurea per alcune professioni per le quali in passato era possibile accedere all'albo con il solo diploma. Il testo del decreto inoltre recita (art.3): "Fatte salve le previsioni previste dall'art.2041 del codice civile, al tirocinante non si applicano le norme sul contratto di lavoro dei dipendenti degli studi professionali." Il tirocinio non è un contratto, ma una convenzione che interessa l'università-studente, un ente promotore che è nella maggior parte dei casi un ente pubblico (regione o provincia) e un'azienda che dovrebbe essere la sede di lavoro del tirocinante. Tale riforma non è mai andata in porto.
Con la legge 4 agosto 2006 n. 248 (cosiddetto Decreto o Legge Bersani) di conversione, con modifiche, del d.l. 4 luglio 2006 n. 223, è stata prevista una liberalizzazione delle tariffe professionali al fine di evitare che il mercato fosse distorto da pratiche anticoncorrenziali. In particolare la legge ha introdotto alcune regole di liberalizzazione dei servizi professionali, recependo parzialmente principi concorrenziali più volte affermati dall'Autorità Garante della concorrenza e del mercato. Infatti, l'art. 2, ai commi 1 e 3, della legge Bersani ha previsto la nullità delle disposizioni deontologiche di derivazione sia normativa sia pattizia che, al 1º gennaio 2007, risultavano non conformi alla disposizione contenuta nel sopra citato comma 1 che ha disposto:
- a) l'abrogazione delle disposizioni legislative e regolamentari che prevedono l'obbligatorietà di tariffe fisse o minime e del divieto di pattuire compensi parametrati al raggiungimento degli obiettivi perseguiti;
- b) l'abrogazione del divieto, anche parziale, di svolgere pubblicità circa i titoli e le specializzazioni professionali, le caratteristiche del servizio offerto, il prezzo, stabilendo che la pubblicità deve essere informata a criteri di trasparenza e veridicità il cui rispetto è verificato dall'ordine;
- c) l'abrogazione del divieto di fornire all'utenza servizi professionali di tipo interdisciplinare da parte di società di persone o associazioni tra professionisti.

Rispetto alla legge 10 ottobre 1990, n. 287 la presenza di tariffe professionali si configurerebbe come intesa restrittiva della concorrenza nella fattispecie nominate in elencazione non tassativa, di "intesa orizzontale" e di " limitazione o impedimento della produzione, degli sbocchi, degli accessi di mercato, dello sviluppo tecnico, degli investimenti".
L'art. 2 legge n. 287/1990 prevede la nullità delle intese vietate e un'interpretazione del Tribunale Amministrativo Regionale del Lazio (n. 1790/2003), afferma che non sono nulli e illeciti i contratti conclusi a valle dell'intesa con soggetti terzi: il contratto di somministrazione di servizio fra professionista e cliente. Esistono esenzioni in deroga, comunque temporanee, a patto che non eliminino la concorrenza dal mercato, siano necessaria al conseguimento dei benefici che ne derivano, apportino miglioramenti nella produzione/distribuzione di un prodotto/servizio che vadano a beneficio dei consumatori (art.4). Nel caso di abuso di posizione dominante rientra la fattispecie di "Applicazioni di condizioni diverse per prestazioni commerciali con altri contraenti" (pratiche discriminanti): può essere ravvisato in questa fattispecie il differente pagamento della prestazione dal professionista al contraente-tirocinante rispetto alla tariffa applicata per la stessa prestazione dal professionista al contraente-cliente (la fattura è un contratto di somministrazione di servizio). Secondo gli Ordini, la tariffa minima è un modo per difendere la qualità e professionalità degli iscritti.
Se pure è richiesto il superamento dell'esame di abilitazione per l'iscrizione a qualsiasi albo, non sono gli ordini a organizzarne la prova; cosa che invece compete allo Stato, talvolta tramite le università. Occorre aver superato l'esame di stato presso una facoltà italiana e successivamente essere iscritti a un ordine per poter esercitare la professione di medico, questo vale per ogni stato europeo.
Con il decreto "cresci Italia", il presidente del consiglio Mario Monti ha risollevato la questione delle riforme degli ordini professionali in vista di un aumento del grado di liberalizzazione dei settori.
Altra annosa questione è la regolamentazione delle società tra professionisti, oggi ammesse in Italia solo tra professionisti iscritti allo stesso albo, con la concessione da ultimo solo di ammettere in società dei collaboratori e di iscrivere autonomamente all'albo professionale la società, permanendo tuttavia l'ostilità alla prassi corrente in altri stati di ammettere alla società professionale anche professionisti iscritti ad altri albi (ad esempio avvocati con commercialisti) e soprattutto l'ostilità verso forme di concorrenza tra professionisti e verso soci apportatori di solo capitale, che si ritiene potrebbero condizionare la libertà dell'azione professionale e la sua subordinazione a concetti commerciali.
In senso nettamente contrario verso uno sviluppo più moderno dell'attività professionale è l'ultima legge di riforma della professione di avvocato (legge 31 dicembre 2012 n. 247), che arriva all'estremo di riservare agli iscritti agli albi anche la mera consulenza in materia legale. Del resto è lo stesso Consiglio dell'Unione europea a espressamente definire regressiva e contraria allo spirito delle riforme auspicate dalla UE per lo sviluppo dell'economia italiana la riforma della professione legale, che va in senso contrario all'auspicata liberalizzazione delle professioni e dell'economia

## Albi professionali delle professioni ordinistiche italiane
In Italia gli ordini professionali riconosciuti dalla legge, per il cui accesso è necessario un percorso unitario di studi (diploma o laurea e laurea magistrale) e in alcuni casi un esame di stato di abilitazione sono (in ordine metodologico e di attuazione):
1) area giuridica:
- il Consiglio nazionale del notariato, quale federazione dei "Collegi notarili" ai sensi della legge n. 89/1913;
- l'Ordine nazionale forense, quale federazione degli ordini degli avvocati, ai sensi del R.D.L. 27 novembre 1933 n. 1578 convertito in legge 22 gennaio 1934 n. 36, ora modificato con legge 31 dicembre 2012 n. 247, che richiede in parte provvedimenti di attuazione;
- l'Ordine nazionale dei consulenti in proprietà industriale, ai sensi del D.Lgs. 10 febbraio 2005, n. 30, recante Codice della proprietà industriale, (artt. 201 e ss.);

2) area tecnica:
- il Consiglio nazionale ingegneri, ai sensi della legge n. 1395/1923, R.D. n. 2537/1925, D.Lgs. Lgt. 23 novembre 1944, n. 382;
- il Consiglio nazionale architetti, pianificatori, paesaggisti e conservatori (ex Consiglio nazionale architetti), ai sensi della legge n. 1395/1923, che ha assunto la sua attuale denominazione ai sensi del D.P.R. n. 328/2001;
- il Consiglio dell'Ordine nazionale dei dottori agronomi e dottori forestali, ai sensi del R.D. n. 2248/1929, e della legge 7 gennaio 1976, n. 3, così come modificata e integrata dalla legge 10 Febbraio 1992, n. 152;
- il Consiglio nazionale dei geologi, ai sensi della legge 3 febbraio 1963, n. 112;
- l'Ordine dei tecnologi alimentari, ai sensi della legge 18 gennaio 1994, n. 59;
- il Consiglio nazionale dei geometri e geometri laureati, ai sensi del R.D. 11 febbraio 1929, n. 274 e del D.Lgs. Lgt. 23 novembre 1944, n. 382;
- il Consiglio nazionale dei periti industriali e dei periti industriali laureati, ai sensi del R.D. 11 febbraio 1929, n. 275;
- il Consiglio nazionale dei periti agrari e periti agrari laureati, ai sensi R.D. 25 novembre 1929, n. 2365 e della legge 28 marzo 1968 n. 434 così come modificata dalla legge 21 febbraio 1991 n. 51.
- il Collegio nazionale degli agrotecnici e degli agrotecnici laureati, ai sensi della legge 6 giugno 1986, n. 251;

3) area socio-sanitaria:
- la Federazione nazionale degli ordini dei medici chirurghi e degli odontoiatri, ai sensi del D.Lgs. C.P.S. 13 settembre 1946, n. 233;
- la Federazione nazionale ordini veterinari italiani, ai sensi del D.Lgs. C.P.S. 13 settembre 1946, n. 233 e D.P.R. 5 aprile 1950, n. 221;
- la Federazione degli ordini dei farmacisti italiani, ai sensi del D.Lgs. C.P.S. 13 settembre 1946, n. 233;
- il Consiglio nazionale dei chimici, ai sensi del R.D. del 1º marzo 1928, n. 842, della legge 25 aprile 1938, n. 897, del D.Lgs. Lgt. 23 novembre 1944, n. 382. Con la legge 11 gennaio 2018 n.3 questo ordine ha avuto una trasformazione ed è stata istituita la Federazione Nazionale degli Ordini dei Chimici e dei Fisici;
- l'Ordine nazionale dei biologi, ai sensi della legge 24 maggio 1967, n. 396;
- l'Ordine nazionale degli psicologi, ai sensi della legge 18 febbraio 1989, n. 56;
- l'Ordine degli assistenti sociali, ai sensi della legge 23 marzo 1993, n. 84;
- la Federazione nazionale degli Ordini delle Professioni Infermieristiche, ai sensi della legge del 31 gennaio 2018, n. 3;
- l'Ordine dei Tecnici Sanitari di Radiologia Medica e delle professioni sanitarie tecniche, della riabilitazione e della prevenzione, con la relativa Federazione Nazionale, ai sensi della legge 11 gennaio 2018 n. 3;
- l'Ordine delle Ostetriche con la relativa Federazione Nazionale degli Ordini della Professione Ostetrica[12] ai sensi della legge 11 gennaio 2018 n. 3;
- la Federazione Nazionale degli Ordini della Professione sanitaria di Fisioterapia, ai sensi della legge 08 settembre 2022 n. 183.

4) area economico-sociale:
- l'Ordine nazionale degli attuari, ai sensi della legge 9 febbraio 1942, n. 194;
- l'Ordine dei dottori commercialisti e degli esperti contabili, formato dalla fusione degli ex Ordine dei dottori commercialisti D.P.R. nn. 1068 e 1067 del 1953 e dell'ex Collegio dei Ragionieri, R.D. 28 marzo 1929 n. 588 e successivamente dal D.P.R. 27 ottobre 1953, n. 1068, diventato poi il nuovo albo unificato previsto dal D.Lgs. 28 giugno 2005, n. 139;
- l'Ordine nazionale dei consulenti del lavoro, che ai sensi della legge 1081 del 1964 e della legge 11 gennaio 1979, n. 12 non prevedeva l'obbligo della laurea, ma solo di un qualsiasi diploma di scuola media superiore, leggi modificate infine nel 2007 con l'obbligo della laurea triennale;
- l'Ordine nazionale dei giornalisti, ai sensi della legge 3 febbraio 1963, n. 69, (suddiviso negli elenchi professionisti e pubblicisti) che in verità non prevede l'obbligo del possesso della laurea;
- Consiglio nazionale degli spedizionieri doganali, ai sensi della legge 22 dicembre 1960, n.1612;
- L'Ordine nazionale dei Pedagogisti e degli Educatori Professionali Socio-Pedagogici, ai sensi della legge 15 aprile 2024, n. 55.

4) area turistico-sportiva:
- Il Collegio nazionale delle guide alpine, ai sensi della legge 2 gennaio 1989, n. 6 e della legge 8 marzo 1991, n. 81;
- Il Collegio nazionale dei maestri di sci, ai sensi della legge 8 marzo 1991, n. 81.

È infine da ricordare che, nonostante la tendenza generale sino al 2012 sia di riconoscere sempre più professioni organizzate, alcuni ordini professionali sono stati invece aboliti, ad esempio:
- il Consiglio nazionale degli ordini degli agenti di cambio e procuratori di borsa, esistito fra il 1967 e il 1998, cioè sino a quando è stata introdotta la trattazione per via telematica dei titoli nelle borse valori (legge n° 58 del 24 febbraio 1998), a cui chiunque può accedere, senza possibilità di controllo se alla tastiera vi sia un professionista abilitato, mentre già dal 1991 (legge n° 1 del 2 gennaio 1991) le trattazioni di borsa erano già consentite (e di fatto prevalentemente gestite) dagli istituti bancari.